# Alfred Sarant
Alfred Epaminondas Sarant, connu aussi sous l'alias Filipp (Philip) Gueorguievitch Staros, né le 26 septembre 1918 à New York et mort le 12 mars 1979 à Moscou, est un ingénieur américain, connu pour être devenu un agent des services soviétiques dans l'orbite du réseau Rosenberg et qui, après s'être enfui vers l'URSS, est devenu un membre important de l'industrie microélectronique soviétique naissante.

## Biographie

### Années de formation
Il est né aux États-Unis en 1918; son père, qui était grec, avait américanisé son nom de naissance Sarantopoulos en Sarant.

### Actes d'espionnage au profit de l'URSS
Au début des années 1940, alors jeune ingénieur, il est membre du Parti communiste des États-Unis d'Amérique. Il est recruté comme agent de renseignement. Il travaille alors sur un projet de développement des radars à Fort Monmouth, dans le New Jersey.
Alexandre Feklisov, un officier soviétique, est son officier traitant ; par la suite il décrira dans ses mémoires Alfred Sarant et Joel Barr comme des membres très productifs du groupe Rosenberg.
Les informations collectées dans le cadre du Projet Venona ont notamment informé la Loubianka que Sarant avait été effectivement recruté. Le message envoyé au siège du NKVD indique que Barr et Sarant sont compagnons de chambrée et bons amis, et qu'on leur a proposé de mutualiser les moyens qui leur permettraient de photographier des documents top-secret.
Au début, Barr remet directement les pellicules à Julius Rosenberg, qui les transmet à Feklisov. Par la suite Barr remet directement les pellicules à l’agent secret, tandis que Sarant était mis à l'écart des rencontres. Les deux hommes ont remis 17 documents ultra-secrets concernant un nouveau système de radar développé par le MIT et Western Electric Company pour les forces armées américaines. Son nom de code est « Hughes ».
En 1946, Sarant va travailler à Ithaca près de New York, dans les laboratoires de physique de l'université Cornell.

### Fuite et refuge en Tchécoslovaquie
En juillet 1950, deux jours après l'arrestation de Julius Rosenberg, il est interrogé par le FBI, qui ne l'arrête pas bien qu'étant en possession de messages des services secrets soviétiques l'identifiant comme un membre du réseau clandestin. Trois jours après, Alfred Sarant s'enfuit avec Carol Dayton, l'épouse de son voisin et ami, Bruce Dayton, tous deux abandonnant conjoints et enfants. Ils arrivent au Mexique, où ils parviennent à trouver de l’aide auprès de l'ambassade polonaise, qui les aide à se rendre au Guatemala puis en Espagne, enfin en Pologne. Par la suite, ils arrivent à Moscou.
Sarant se voit attribuer une nouvelle identité (Philip Georgievicht Staros) ; il doit se faire passer pour un Canadien. Puis Barr et lui, accompagné de sa compagne, sont envoyés comme ingénieurs spécialisés en électronique en Tchécoslovaquie pour diriger un laboratoire. Ils constituent un groupe d'ingénieurs et techniciens qui élabore le prototype du premier système soviétique de défense antiaérienne automatique. Cette technologie a été utilisée jusque dans les années 1980.

### Directeur de laboratoire
En 1956, Sarant et Barr sont affectés, à leur demande, à Leningrad, où ils sont nommés à la tête d'un organisme de recherche gouvernemental.
Quelques années plus tard, ils proposent la création près de Moscou d'une zone équivalente à la Silicon Valley californienne. Les autorités soviétiques acceptent, et la zone économique et industrielle de Zelenograd voit le jour en quelques années. Ils codirigent les recherches effectuées dans la zone jusqu'à l'éviction de Khrouchtchev en 1964.
En 1969, Sarant reçoit les honneurs officiels de l'URSS pour la création du UM-1, un ordinateur largement utilisé dans l'industrie. Par la suite, il dirige les recherches pour la création de l'ordinateur Uzel, le premier ordinateur numérique utilisé à bord des sous-marins soviétiques, chargé de la recherche des cibles multiples et le calcul des trajectoires des torpilles.

### Fin de vie et postérité
En 1979, Sarant décède d'une crise cardiaque, quelques heures après avoir été informé que sa candidature comme membre correspondant de l'académie des sciences venait d'être refusée.
Carol Dayton, sa compagne depuis 25 ans, retourne aux États-Unis dont elle avait encore la nationalité.
Ce n'est qu'en 1983, trente-trois années après la fuite vers le Mexique, que l'entière vérité sur les actes d'espionnage de Sarant a été révélée au grand public par Mark Kuchment, un émigré russe travaillant à Harvard, dans son livre The Rosenberg File.
Sarant a eu quatre enfants : Stephen Nonda Sarant, Jeremy Phillip Sarant, Tonya et Kristina Staros.

### Sources écrites
- Alexandre Feklissov, Confession d'un agent soviétique, Éditions du Rocher, mars 1999
- Steven T. Usdin, Engineering Communism : How Two Americans Spied for Stalin And Founded the Soviet Silicon Valley, Yale University Press,  (ISBN 0-300-10874-5)
- John Earl Haynes et Harvey Klehr, Venona : Decoding Soviet Espionage in America, Yale University Press, 1999,  (ISBN 0-300-08462-5)
- Ronald Radosh et Joyce Milton, The Rosenberg File : A Search for the Truth, Henry Holt, 1983,  (ISBN 0-03-049036-7)
- Richard C.S. Trahair et Robert Miller, Encyclopedia of Cold War Espionage, Spies, and Secret Operations, Enigma Books, 2009,  (ISBN 978-1-929631-75-9)